# Simon Westaway
Simon Westaway es un actor australiano, más conocido por haber interpretado a Peter Faithful en las series Janus y a Phoenix, y a Mick Gatto en las series Underbelly y a Fat Tony & Co.

## Biografía
Simon fue miembro de la policía de Victorian de 1977 a 1987.
Es buen amigo de los actores Russell Crowe y Gyton Grantley.
Simon estuvo casado con Diane Westaway, la pareja tuvo tres hijos Jackson, Bella y Ruben, sin embargo se divorciaron en 2009.

## Carrera
Simon da su voz para los anuncios de cerveza de "Foster".
En 1989 apareció como invitado en la serie Neighbours donde dio vida a Kevin Harvey, uno de los secretarios de la corporación Robinson. 
Ese mismo año apareció como invitado en la popular serie australiana Home and Away donde interpretó al sargento Col Baker.
En 1992 se unió al elenco de la serie Phoenix donde interpretó a Peter Faithful, un determinado oficial de la policía hasta el final de la serie en 1993. Al año siguiente Simon interpretó nuevamente a Peter en la serie Janus hasta el final del programa en 1995.
En 1997 interpretó al senador Phillip Dunleavey en la serie Wildside.
En 2008 interpretó al boxeador y asesino Domenic "Mick" Gatto en la serie Underbelly.
En 2014 Simon interpretó nuevamente a Mick Gatto en la serie Fat Tony & Co.

## Filmografía

### Series de televisión
| Año         | Serie                   | Personaje              | Notas                                    |
| ----------- | ----------------------- | ---------------------- | ---------------------------------------- |
| 2014        | Old School              | Dave Granger           | episodio "Sky the Towel"                 |
| 2014        | Fat Tony & Co           | Domenic "Mick" Gatto   | 7 episodios                              |
| 2014        | Rake                    | Gordon Martin          | episodio # 3.2                           |
| 2008        | Underbelly              | Domenic "Mick" Gatto   | 9 episodios                              |
| 2005        | The Alice               | Sgt. Milroy            | episodio # 1.13                          |
| 2005        | Blue Water High         | Mr. Sanderson          | 2 episodios                              |
| 2004        | Blue Heelers            | Abe Burrows            | 2 episodios                              |
| 2003        | White Collar Blue       | Jack McCabe            | episodio # 2.8                           |
| 2002        | Stingers                | Leo Goldman            | episodio "Inside Man"                    |
| 2000        | Tales of the South Seas | -                      | episodio "Fool's Gold"                   |
| 1999 - 2000 | BeastMaster             | Baha                   | 4 episodios                              |
| 1999        | The Micallef Program    | Detective              | episodio # 2.7                           |
| 1999        | Halifax f.p.            | Jon Knight             | episodio "Someone You Know"              |
| 1997        | Wildside                | Phillip Dunleavey      | 2 episodios                              |
| 1997        | Big Sky                 | Luke                   | episodio "Paradise"                      |
| 1997        | Fallen Angels           | Eddie Hallat           | episodio "Chinese Whispers"              |
| 1996        | G.P.                    | Lt. Col. Brian Parsons | episodio "A Stiff Upper Lip"             |
| 1996        | Naked: Stories of Men   | Padre Breslin          | episodio "Coral Island"                  |
| 1996        | Twisted Tales           | John Berryman          | episodio "Directly from My Heart to You" |
| 1995        | Soldier Soldier         | Major Ian McKinnon     | 2 episodios                              |
| 1994 - 1995 | Janus                   | Peter Faithful         | 25 episodios                             |
| 1994        | Time Trax               | Buffo Francis          | episodio "The Cure"                      |
| 1992 - 1993 | Phoenix                 | Peter Faithful         | 26 episodios                             |
| 1992        | Cluedo                  | David                  | episodio "The Kiss Off"                  |
| 1990        | Family and Friends      | Damien Chandler        |                                          |
| 1989        | Mission: Impossible     | Lt. Muler              | episodio "Command Performance"           |
| 1989        | Home and Away           | Sgt. Col Baker         | episodio # 1.353                         |
| 1989        | Pugwall                 | Oficial de la Policía  | 3 episodios                              |
| 1989        | Neighbours              | Kevin Harvey           | 6 episodios                              |
| 1986        | Prisoner                | Oficial Blunt          | episodio # 1.669                         |

### Películas
| Año  | Película         | Personaje      | Notas                                                                                |
| ---- | ---------------- | -------------- | ------------------------------------------------------------------------------------ |
| 2006 | Happy Feet       | -              | junto a Chrissie Hynde, Felix Williamson, Henry Nixon y Helmut Bakaitis              |
| 2002 | Australian Rules | Bob Black      | junto a Nathan Phillips, Luke Carroll, Kevin Harrington, Celia Ireland y Tony Briggs |
| 1995 | Sahara           | Marty Williams | junto a James Belushi, Jerome Ehlers y Michael Masee                                 |

- Apariciones.:

| Año  | Programa         | Notas                                                          |
| ---- | ---------------- | -------------------------------------------------------------- |
| 2007 | Surf Patrol      | conductor                                                      |
| 2008 | Hole in the Wall | episodio "Actors vs Reality Stars" - concursante               |
| 2008 | The Singing Bee  | episodio "The Celebrity Singing Bee: '70s Night" - concursante |

### Teatro
| Año         | Título                                      | Personaje     | Director (a)  | Teatro            | Notas                                                                  |
| ----------- | ------------------------------------------- | ------------- | ------------- | ----------------- | ---------------------------------------------------------------------- |
| 2002        | The Man from Snowy River: Arena Spectacular | Dan Mulligaan | -             | -                 | junto a Georgie Parker, Steve Bisley, Charles Tingwell y Martin Crewes |
| 2000        | A Streetcar Named Desire                    | -             | Sandra Bates  | Playhouse Theatre | junto a Alan Flower, Cris Parker, Steve Rodgers y Carol Willesee       |
| 1994        | Villain of Flowers                          | -             | Tony Knight   | Parade Theatre    | junto a Robyn Arthur, David Dixon, Matthew Dyktynski y Terry Serio     |
| 1987 - 1988 | The Rocky Horror Show                       | -             | Wilton Morley | Canberra Theatre  | junto a Bob Baines, Andrew Binns, Bernard King y Anthony Russell       |
| 1985        | The Best Little Whorehouse In Texas         | -             | Peter Tulloch | Phoenix Theatre   | junto a Tracey Ditchburn, Andrew Roberts y Geoff Sussman               |
| -           | The Blues Brothers                          | -             | -             | -                 | junto a Russell Crowe                                                  |

## Premios y nominaciones
| Año  | Categoría                    | Premio     | Película         | Resultado |
| ---- | ---------------------------- | ---------- | ---------------- | --------- |
| 2002 | Best Supporting Actor - Male | FCCA Award | Australian Rules | Ganador   |